# Ménage à trois

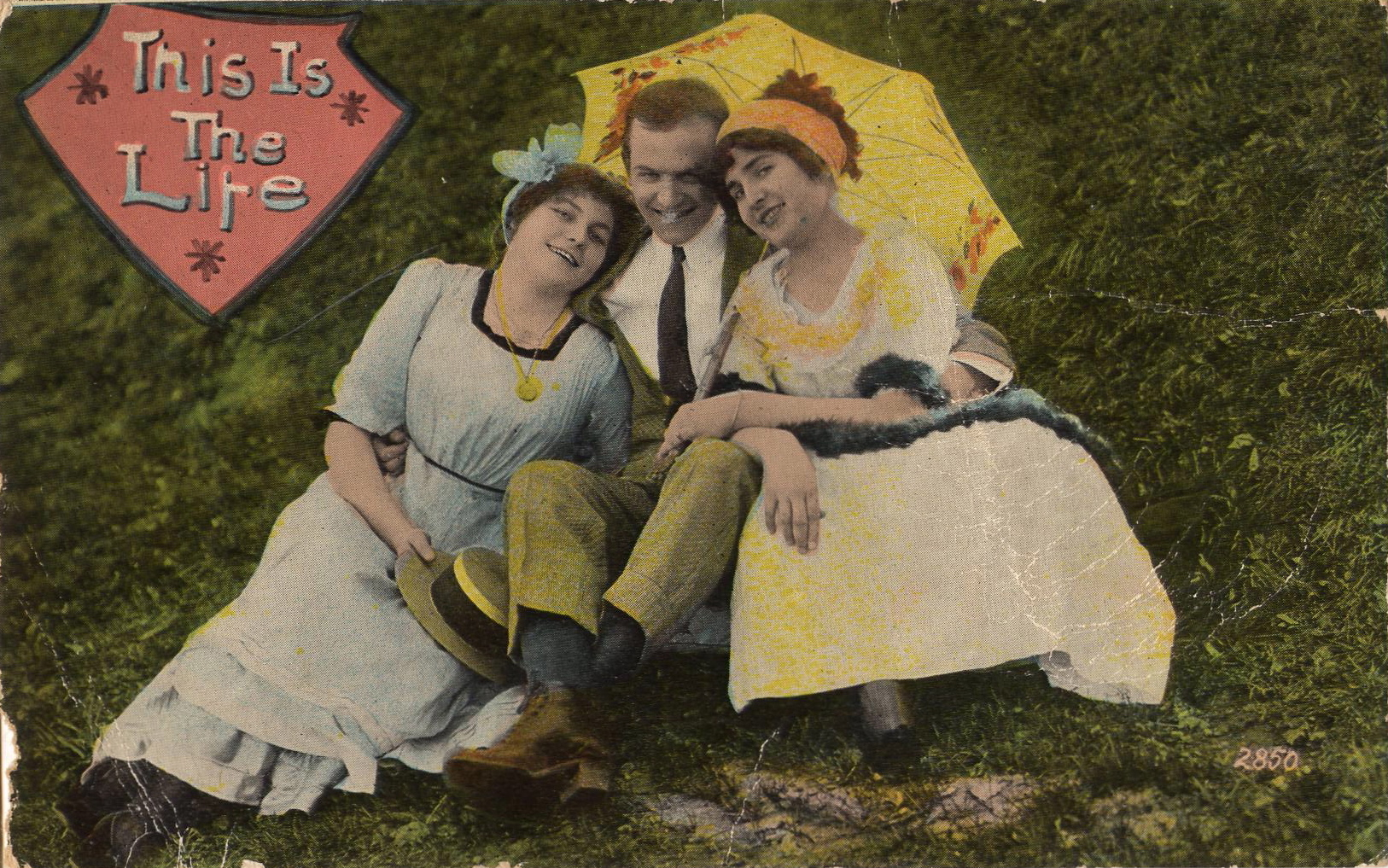
Ansichtkaart uit omstreeks 1910

Ménage à trois (letterlijk: huishouden met drie) is een Franse term die in het Engels oorspronkelijk werd gebruikt ter aanduiding van een overeenkomst waarbij drie mensen seksuele relaties met elkaar hebben en tot hetzelfde huishouden behoren.
De term wordt ook gebruikt als synoniem van trio. Ménage à trois wordt gebruikt in de literatuur, muziek, het theater en de televisie. Een voorbeeld is terug te vinden in het boek De asielzoeker van Arnon Grunberg uit 2003, waarin een man, een terminale vrouw en een asielzoeker een ménage à trois hebben.